# Methanocalculus
A Methanocalculus a Methanomicrobiales rendbe tartozó Archaea nem. Az archeák – ősbaktériumok – egysejtű, sejtmag nélküli prokarióta szervezetek.

## Fordítás
- Ez a szócikk részben vagy egészben  a   Methanocalculus című angol Wikipédia-szócikk fordításán alapul.  Az eredeti cikk szerkesztőit annak laptörténete sorolja fel. Ez a jelzés csupán a megfogalmazás eredetét és a szerzői jogokat jelzi, nem szolgál a cikkben szereplő információk forrásmegjelöléseként.

### Tudományos folyóiratok
- Judicial Commission of the International Committee on Systematics of Prokaryotes (2005). „The nomenclatural types of the orders Acholeplasmatales, Halanaerobiales, Halobacteriales, Methanobacteriales, Methanococcales, Methanomicrobiales, Planctomycetales, Prochlorales, Sulfolobales, Thermococcales, Thermoproteales and Verrucomicrobiales are the genera Acholeplasma, Halanaerobium, Halobacterium, Methanobacterium, Methanococcus, Methanomicrobium, Planctomyces, Prochloron, Sulfolobus, Thermococcus, Thermoproteus and Verrucomicrobium, respectively. Opinion 79”. Int. J. Syst. Evol. Microbiol. 55 (Pt 1), 517–518. o. DOI:10.1099/ijs.0.63548-0. PMID 15653928.
- Euzeby JP (2001). „Nomenclatural type of orders: corrections necessary according to Rules 15 and 21a of the Bacteriological Code (1990 Revision), and designation of appropriate nomenclatural types of classes and subclasses. Request for an Opinion”. Int. J. Syst. Evol. Microbiol. 51 (Pt 2), 725–727. o. PMID 11321122.
- Ollivier B (1998). „Methanocalculus halotolerans gen. nov., sp. nov., isolated from an oil-producing well”. Int. J. Syst. Bacteriol. 48 (3), 821–828. o. DOI:10.1099/00207713-48-3-821. PMID 9734036.
- Rouviere P (1992). „A detailed phylogeny for the Methanomicrobiales”. Syst. Appl. Microbiol. 15 (3), 363–371. o. DOI:10.1016/S0723-2020(11)80209-2. PMID 11540078.
- Balch WE (1979). „Methanogens: reevaluation of a unique biological group”. Microbiol. Rev. 43 (2), 260–296. o. PMID 390357. PMC 281474.
- (2013. november 1.) „Methanocalculus natronophilus sp. nov., a new alkaliphilic hydrogenotrophic methanogenic archaeon from a soda lake, and proposal of the new family Methanocalculaceae”. Microbiology 82 (6), 698–706. o. DOI:10.1134/S0026261713060131.

### Tudományos adatbázisok
- Methanocalculus PubMed hivatkozásai
- Methanocalculus PubMed Central hivatkozásai
- Methanocalculus Google Scholar hivatkozásai